# RTL Group
RTL Group SA (RTL is een afkorting van Radio Télévision Luxembourg) is de grootste Europese exploitant van commerciële radio- en televisiestations. 

## Activiteiten
In 2023 was het bedrijf eigenaar van of heeft financiële belangen in 60 televisie- en 36 radiostations en zeven streamingdiensten in zo'n 10 landen. In deze getallen zijn de Nederlandse activiteiten niet meer opgenomen, vanwege de mogelijke verkoop. De televisiezenders zijn in zeven Europese landen de grootste of op een na grootste zender. RTL Deutschland is het grootste bedrijfsonderdeel. De streamingdiensten worden aangeboden door RTL+ in Duitsland en 6play en Salto in Frankrijk.
RTL Group heeft 100% van de aandelen in RTL Deutschland, RTL Hungary, RTL Luxembourg en in Fremantle, een programmamaker. Verder heeft het 48,3% van de aandelen in handen van het Franse Groupe M6, ondanks het minderheidsbelang worden de resultaten van Groupe M6 geconsolideerd. Per 31 december 2023 had het ook nog 100% van de aandelen in RTL Nederland.
Het bedrijf had in 2023 een omzet van 6,8 miljard euro, hiervan was de helft reclamegelden. Ongeveer een derde van de omzet werd bereikt met de verkoop van programma's. Per jaar maakte RTL ongeveer 11.000 uur aan programma's. Het aandeel van de streamingdiensten in de totale omzet is nog beperkt, € 401 miljoen, maar dit was € 223 miljoen in 2021. De omzet wordt voor 39% gerealiseerd in Duitsland, 21% in Frankrijk en 16% in de Verenigde Staten.
In 2023 had RTL Group gemiddeld 12.835 voltijdmedewerkers in dienst.
De aandelen van de groep staan genoteerd op de effectenbeurzen van Frankfurt en Luxemburg. Vanaf 21 maart 2022 maken de aandelen weer deel uit van de Duitse MDAX aandelenindex.

## Geschiedenis
De RTL Group is ontstaan uit de in 1931 opgerichte CLR (Compagnie Luxembourgeoise de Radiodiffusion), de eigenaar van Radio Luxembourg. In 1954 werd het hernoemd tot CLT (Compagnie Luxembourgeoise de Télédiffusion) en startte met televisie-uitzendingen. In 1997 fuseerde het met Hamburgse UFA Film- und Fernseh-GmbH en vormde het CLT-UFA. UFA stond voor Universum Film Aktiengesellschaft en was eigendom van Bertelsmann AG. CLT was toen van onder anderen de Belgische baron Frère.
In het voorjaar van 2000 fuseerde CLT-UFA weer met de Britse televisieproducent Pearson en vormde het RTL Group SA. In februari 2001 heeft Bertelsmann 67% van de aandelen in handen gekregen door een aandelenruil met de Groep Brussel Lambert (GBL) van Albert Frère en André Desmarais. Hierdoor heeft Bertelsmann de CLT-UFA-aandelen van GBL gekregen en werd GBL voor 25,1% aandeelhouder van Bertelsmann. Later heeft Bertelsmann het belang in de RTL Group vergroot door de overname van het belang van Pearson. GBL heeft in mei 2006 haar aandelen in Bertelsmann AG verkocht aan de familie Mohn. Bertelsmann is in handen van de familie Mohn via directe aandelen en de 'Bertelsmann Stiftung', resp. Bertelsmann Verwaltungsgesellschaft.
In april 2013 verkocht Bertelsmann een gedeelte van zijn aandelen in RTL Group, waardoor het belang van 92,3% naar 75,1% daalde. Ongeveer een kwart van de aandelen zijn vrij verhandelbaar op de beurs.
In mei 2021 kondigden de Franse mediagroep Groupe M6 en TF1 Group een fusie aan. De twee zijn concurrenten, maar ze zien synergievoordelen door de bundeling van de reclame verkooporganisatie. Na de fusie zouden ze 30% van de kijkers in Frankrijk trekken en een marktaandeel van 75% van de televisiereclame-inkomsten hebben. De combinatie heeft een jaaromzet van meer dan € 3 miljard. Bouygues zou met een belang van 30% de grootste aandeelhouder worden en RTL Group nummer twee. Op 20 september 2022 maakte de Franse mededingingsautoriteit bekend de fusie alleen goed te keuren als zij een zender zouden afstoten. TF1 en M6 weigerden hierop in te gaan waarmee de fusie van de baan is.
In december 2023 werd bekendgemaakt dat DPG Media RTL Nederland wil overnemen. De bedrijven hebben een overeenkomst bereikt, maar toezichthouder Autoriteit Consument & Markt (ACM) moet nog instemmen. De koopsom is € 1,1 miljard waarbij RTL zijn naam in Nederland behouden. RTL Nederland en RTL Nieuws zullen onder leiding van bestuursvoorzitter Sven Sauvé als nieuwe divisie onder DPG Media vallen. Op 17 mei 2024 maakte ACM bekend dat een vervolgonderzoek nodig is, de overname heeft mogelijk nadelige gevolgen voor de omvang, kwaliteit en pluriformiteit van het algemene nieuwsaanbod aan consumenten. In 2023 behaalde RTL Nederland een nettowinst van € 115 miljoen op een omzet van € 620 miljoen.

## Onderdelen

### Duitsland

#### Televisie
- RTL Television (voor Oostenrijk en Duitstalig Zwitserland)
- Nitro
- RTL II (voor Oostenrijk en Duitstalig Zwitserland) (35,9%)
- Vox (voor Oostenrijk en Duitstalig Zwitserland)
- Vox up
- RTL Super (voor Oostenrijk en Duitstalig Zwitserland)
- Toggo Plus
- RTLup
- n-tv
- RTL Crime
- RTL Living
- RTL Passion

#### Radio
- RTL Radio Deutschland (holdingmaatschappij)
- 104.6 RTL Berlin
- 105.5 Spreeradio Berlin
- HitRadio RTL Sachsen (86,3%)
- Radio Brocken (61,2%)
- 89,0 RTL Sachsen Anhalt (61,2%)
- Antenne Niedersachsen (55,8%)
- Hit-Radio Antenne (49,9%)
- Radio NRW (21,4%)
- Radio 21 (21%)

- Radio Hamburg (29,1%)
- Antenne Bayern (16%)

### Frankrijk

#### Televisie
- M6 (48,6%)
- Teva (48,6%)
- Paris Premiere (48,6%)
- Serie Club (48,6%)
- M6 Music (48,6%)
- W9 (48,6%)
- 6ter (48,6%)
- MCM (48,6%)
- RFM TV (48,6%)
- Tiji (48,6%)
- Gulli (48,6%)

#### Radio
Via Groupe M6.
- RTL (48,6%)
- RTL2 (48,6%)
- Fun Radio (48,6%)

### Hongarije

#### Televisie
- RTL
- RTL Harom
- RTL Ketto
- RTL Gold
- Cool
- Film Plusz
- Sorazat Plusz
- Muzsika TV

### Luxemburg

#### Televisie
- RTL Télé Lëtzebuerg
- RTL Zwee

#### Radio
- RTL Radio Lëtzebuerg (in het Luxemburgs)
- RTL Radio UKW 93,3 und 97,0 Deutschlands Hit-Radio (in het Duits)
- Eldoradio (100%) (in het Luxemburgs)

### Spanje

#### Televisie
- Antena 3 (19,8%)
- Antena Neox (19,8%)
- Antena Nova (19,8%)
- LaSexta (19,8%)
- LaSexta3 Todo Cine (19,8%)

#### Radio
- Europa FM (19,8%)
- Onda Cero (19,8%)
- Melodia FM (19,8%)

## Voormalige onderdelen

### België

#### Televisie
Verkocht aan Groupe Rossel en DPG Media.
- Bel RTL Vision
- RTL Club (ten behoeve van Franstalig België)
- RTL Plug (ten behoeve van Franstalig België)
- Radio Contact Vision
- RTL-TVi (ten behoeve van Franstalig België)

#### Radio
Verkocht aan Groupe Rossel en DPG Media.
- Bel RTL (ten behoeve van Franstalig België)
- Mint (ten behoeve van Franstalig België, op kabel, satelliet, internet)
- Radio Contact (ten behoeve van Frans- en Duitstalig België)

### Kroatië

#### Televisie
Verkocht aan CME Group.
- RTL Televizija
- RTL 2
- RTL Plus
- RTL Kokica

### Luxemburg

#### Televisie
Verkocht aan Mediawan.
- RTL 9 (ten behoeve van Frankrijk)

### Nederland
De Nederlandse activiteiten werden in december 2023 verkocht aan DPG Media, maar de toezichthouder diende nog wel toestemming te verlenen. Deze toestemming volgde in juni 2025, waarna RTL Nederland per 1 juli 2025 onderdeel zou worden van de Belgische mediaonderneming.

#### Televisie
- RTL 4 (Luxemburgse uitzendlicentie)
- RTL 5 (Luxemburgse uitzendlicentie)
- RTL 7 (Luxemburgse uitzendlicentie)
- RTL 8 (Luxemburgse uitzendlicentie)
- RTL Z (Luxemburgse uitzendlicentie)
- RTL Lounge (Luxemburgse uitzendlicentie)
- RTL Crime (Luxemburgse uitzendlicentie)[6]
- RTL Telekids (Luxemburgse uitzendlicentie)

#### Online
- Videoland (met Luxemburgse licentie)
- RTL.nl (met Luxemburgse licentie)